# Хоакін Суарес
Хоакін Луїс Мігель Суарес де Ронделі-і-Фернандес (ісп. Joaquín Luis Miguel Suárez de Rondelo y Fernández; 18 серпня 1781 — 26 грудня 1868) — уругвайський державний і політичний діяч, губернатор Східної провінції, голова Сенату з повноваженнями здійснення виконавчої влади (фактично президент) Уругваю, голова Оборонного уряду під час громадянської війни.

## Біографія
Батьком Хоакіна був Бернардо Суарес де Рондело, що був одним з перших поселенців в Вілья-дель-Гуаделупе-дель-Канелоні. Бернардо став багатим землевласником, заслужив чин капітана в іспанській армії (відбивав вторгнення з території Бразилії), а коли в 1782 році в місті було створено органи самоврядування — був обраний альгвасілом. У 1780 році Бернардо одружився з Марією Фернандес з Монтевідео, і в 1781 році у них народився син Хоакін.
Мати померла, коли Хоакину було 13 років, після чого він разом з батьком переїхав в Монтевідео і отримав там освіту. Він зайнявся торгівлею і допомагав батькові управляти власністю. У 1806 році Хоакін одружився в Вілья-дель-Гуаделупе на Марії Хосефе Аламо; в шлюбі у них народилося вісім дітей (двоє померло в дитинстві).
Під час Східної революції приєднався до сил Хосе Артігаса, під його командуванням в 1811 році брав участь у битві при Лас-Пьєдрас, а потім взяв участь в облозі Монтевідео. Враховуючи що він був місцевим уродженцем, Артігас призначив його капітаном місцевої міліції. Після того, як віце-король Еліо підписав перемир'я з правлячою в Буенос-Айресі хунтою, Хоакін Суарес разом з іншими прихильниками Артігаса взяв участь в «Уругвайському ісході», пішовши на західний берег річки Уругвай. У 1814 році взяв участь у другій облозі Монтевідео. Залишив армію і переключився на політику, Аби не брати участь в подальшій збройній боротьбі.
Після початку у 1816 році нового португало-бразильського вторгнення Хоакін Суарес пішов з суспільного життя і повернувся в Вілья-дель-Гуаделупе, не роблячи нічого, що зачіпало б португальців.
Після того, як в 1825 році висадилися Тридцять три Оріенталес, почавши звільнення Східної провінції від бразильців, їх лідер Хуан Антоніо Лавальєха зустрівся з Суаресом та іншими впливовими місцевими жителями, і Суарес особисто передав Лавальєха 50 тисяч песо на військові витрати.
14 червня 1825 року в містечку Флорида зібрався Флоридський конгрес, на якому Суарес був присутній в якості делегата від Флориди. 25 серпня Конгрес проголосив незалежність Східної провінції від Бразилії та її входження до складу Сполучених провінцій Південної Америки. У відповідь 10 грудня Бразилія оголосила війну Сполученим провінціям. Так почалася Аргентино-бразильська війна, підсумком якої стало утворення незалежної Уругваю.
Під час війни Суарес продовжував бути членом Палати представників Конгресу, засідання яких проходили в різних містах, і став широко відомий завдяки ряду законодавчих ініціатив. 5 липня 1826 він став губернатором Східної провінції. Однак 12 жовтня 1827 генерал Лавальєха розпустив Конгрес і змістив Суареса з поста губернатора, ставши одноосібним диктатором в провінції.
Відповідно до попередньої мирної конвенції 1828 року колишня бразильська провінція Сісплатина стала Східної республікою Уругвай. Була скликана Генеральна конституційна та законодавча асамблея Східного держави Уругвай, одним з перших кроків якої стало створення тимчасового уряду. Губернатором був обраний генерал Рондо, але так як той в той час був відсутній в країні, то тимчасовим виконувачем його обов'язків став Хоакін Суарес. За свій короткий період перебування на цій посаді він встиг видати ряд важливих декретів (зокрема, затвердив національний прапор).
У червні 1829 року через поганий стан здоров'я Хоакін Суарес склав із себе повноваження члена Асамблеї, і тому не брав участі в розробці Конституції 1839 року.
19 вересня 1831 року президент Фруктуосо Рівера запропонував Суаресу пост урядового міністра у справах зовнішніх відносин, але той 7 листопада відмовилася від цієї пропозиції.
У 1834 році Хоакін Суарес був обраний депутатом Палати представників від Монтевідео, а після закінчення терміну повноважень став сенатором від Серро-Ларго. Коли в 1838 році Рівера вторгся в країну з найманцями з Бразилії, то Суарес увійшов до складу примирливої комісії, яка умовила президента Орібе 22 жовтня 1838 року скласти повноваження.
15 лютого 1839 року Хоакін Суарес був обраний президентом Сенату. У зв'язку з тим, що генерал Рівера постійно був відсутній, ведучи бойові дії, Суарес практично постійно виконував обов'язки президента країни.
У 1842 році поразка Рівери в битві при Арройо-Гранде відкрила шлях у країну аргентинсько-уругвайським військам під командуванням колишнього президента Орібе. У 1843 році почалася Велика облога Монтевідео. 1 березня 1843 Конгрес оголосив про закінчення президентства Рівери, формально передавши владу Хоакіну Суаресу і організував «Уряд оборони».
8 жовтня 1851 року Суарес підписав мирний договір, який завершив дев'ятирічну облогу Монтевідео. Після повернення до конституційного правління Суарес через погане здоров'я передав 15 лютого 1852 року повноваження президента Сенату Бернардо Пруденсіо Беррі, після чого повернувся до приватного життя.
У 1854 році він був обраний сенатором від Канелонес, а в 1858 році — депутатом від Монтевідео, але погане здоров'я змусило його відмовитися від цих посад, що призвело до фінансових ускладнень.

## Пам'ять
Хоакін Суарес помер 26 грудня 1868 року у віці 87 років і був похований в соборі Монтевідео, поруч з могилою генерала Фруктуосо Рівера .
Населений пункт сільського типу (пуебло) на півдні Уругваю, на території департаменту Канелонес називається Хоакін-Суарес.

## Цікаві факти
Хоакіну Соаресу приписують розробку державного прапора Уругваю.